# Kinkasan
Kinkasan (jap. 金華山 Kinkasan) ist eine kleine Insel in der japanischen Präfektur Miyagi mit einer Fläche von ca. 10 km². Sie liegt etwa einen Kilometer vor der Oshika-Halbinsel. Die Insel lässt sich per Fähre von Onagawa aus erreichen.

## Koganeyama-Schrein
Auf der Insel befindet sich der Koganeyama-Shintō-Schrein (黄金山神社参集殿 Koganeyama Jinja Sanshūden). Jedes Jahr besuchen hunderttausende den Schrein, um für Glück und Wohlstand zu beten. Es existiert sogar ein besonderes Ritual bei dem Besucher ihre Kreditkarten in einem der Brunnen neben den Ebisu- und Daikokuten-Statuen waschen. Es heißt, dass Gläubige, die den Schrein drei Jahre hintereinander besuchen ein wohlhabendes und glückliches Leben erhalten. Nur wenige Shintō-Priester leben dauerhaft auf der Insel.

## Fauna
Japanmakaken und über 500 Sikahirsche leben auf der Insel. Die Hirsche sind sehr zutraulich und lassen sich von Besuchern füttern. Zudem gibt es ungiftige Japanische Vierstreifennattern, die sich ausschließlich von der Froschart Rana tagoi ernähren.

## Galerie

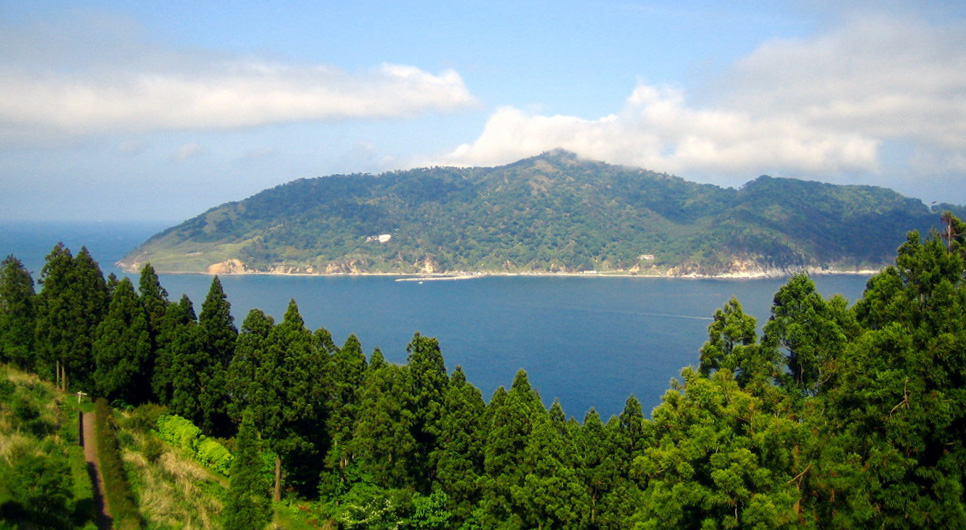
Blick von der Oshika-Halbinsel auf Kinkasan
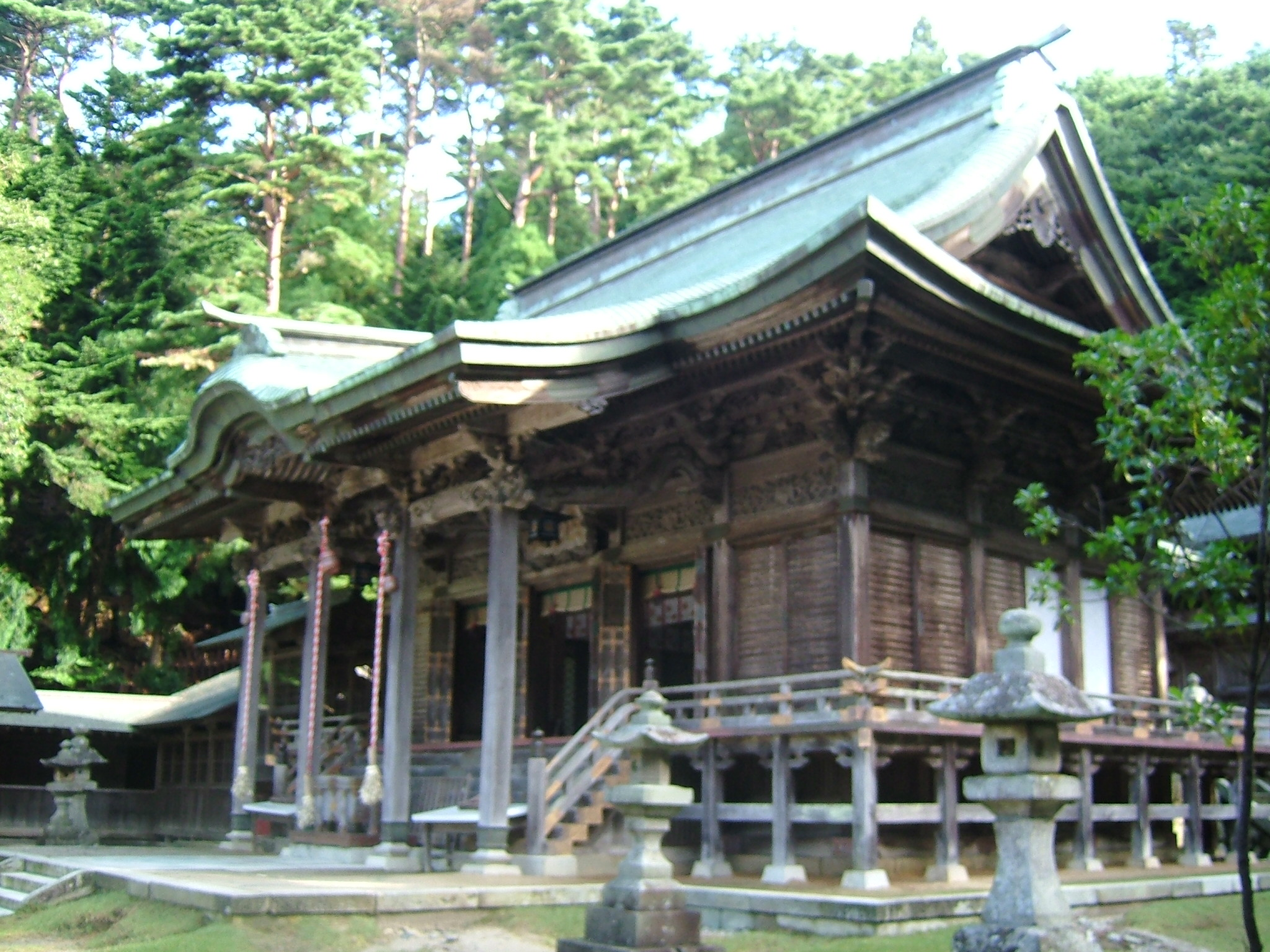
Koganeyama-Schrein
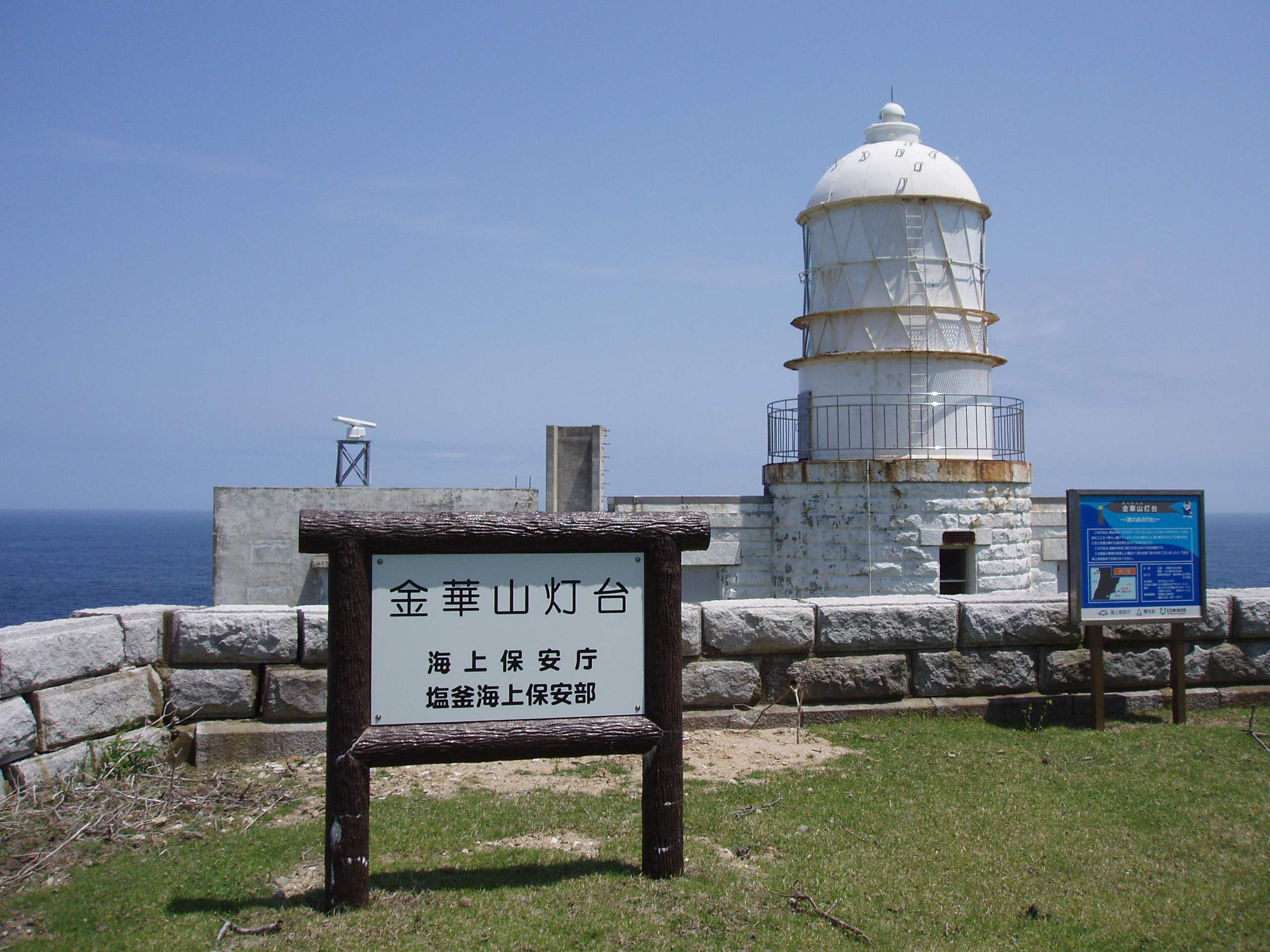
Kinkasan-Leuchtturm